# کوآلا بسوت
کوآلا بسوت بندر ماهیگیری کوچکی در ساحل ایالت ترنگگانو در مالزی غربی است. این شهر بین کوتا باهرو در کلانتان و کوآلا ترنگانو در ترنگانو واقع شده است. 
قایق‌های تندرو از این‌جا عازم جزایر پرهنتیان می‌شوند و به همین علت گردشگران بسیاری به این شهر سر می‌زنند.

## نگارخانه

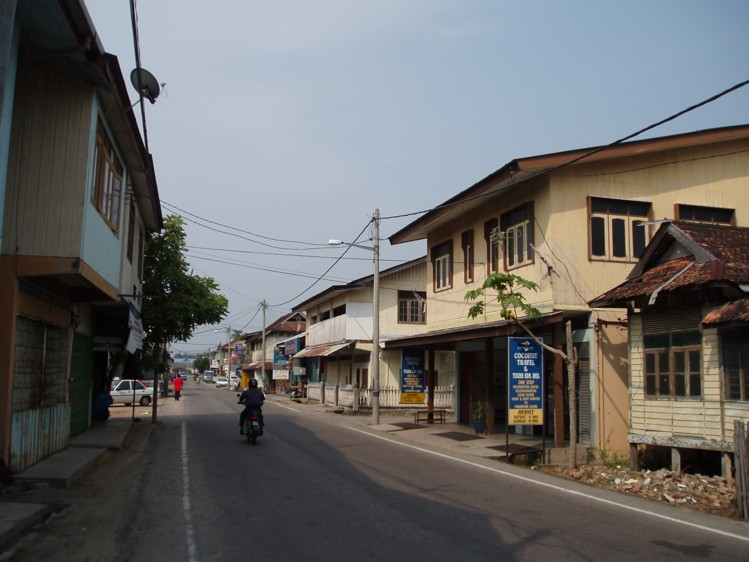
کوآلا بسوت
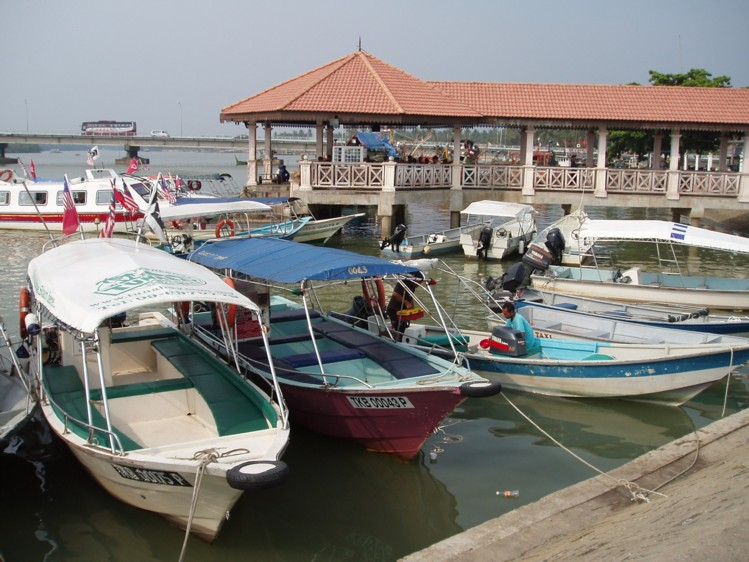
لنگرگاه کوآلا بسوت